# QPac
QPac è l'album in studio di debutto del rapper statunitense Quando Rondo, pubblicato il 10 gennaio 2020, composto da 18 brani con le collaborazioni di Polo G, Luh Kel, A Boogie wit da Hoodie, 2 Chainz e Lil Durk. L'album ha venduto circa 15.000 unità solo la prima settimana arrivando a posizionarsi al ventiduesimo posto della Billboard 200 negli Stati Uniti.
Il nome QPac deriva dal famoso rapper della West Coast Tupac Shakur.

## Tracce
1. Blue Opps – 2:06
2. Real Love – 2:25
3. Double C's – 2:34
4. Dripped Out (feat. Luh Kel) – 3:12
5. Nothing Else Matters – 2:39
6. Poetic Justice – 2:58
7. Marvelous (feat. Polo G) – 3:30
8. Expensive Edibles – 2:17
9. Collect Calls – 2:38
10. Bad Vibe (feat. A Boogie wit da Hoodie, 2 Chainz) – 3:19
11. 101 – 3:23
12. Safest (feat. Lil Durk) – 3:54
13. Just Keep Going – 2:05
14. Legitimate Drugz – 2:27
15. Perfect Timing – 2:21
16. Codeine Tales – 2:41
17. Love or Lust – 2:16
18. Letter to My Daughter – 3:10

Durata totale: 49:55

## Classifiche
| Classifica (2020)         | Posizione massima |
| ------------------------- | ----------------- |
| Stati Uniti               | 22                |
| Stati Uniti (R&B/Hip-Hop) | 14                |